# Justus Baltzer
Justus Richard Wilhelm Carl Baltzer (* 24. Januar 1863 in Treptow an der Rega; † 10. Februar 1942 in Halle) war ein deutscher Pädagoge.

## Leben
Er war der Sohn des Pfarrers Richard Baltzer aus Suckow in Pommern und dessen Ehefrau Elisabeth geborene Friedländer. Zu seinen Vorfahren zählt der Bürgermeister Wilhelm Baltzer in Jüterbog. Am Gymnasium legte er zu Ostern 1882 die Reifeprüfung ab, danach studierte Justus Baltzer an den Universitäten Leipzig, Berlin und Greifswald. Seit dem Studium war er Mitglied, später Alter Herr des Akademisch-Neuphilologischen Vereins Greifswald (später Wissenschaftliche Verbindung Baltia Greifswald). 1886 legte er die philosophische Staatsprüfung ab und wurde 1887 Lehrer am Friedrich-Wilhelms-Realgymnasium zu Stettin. Er unterrichtete Französisch, Englisch, Religion, Latein und Geschichte. In Stettin war er bis 1889 tätig, dann wechselte er an die Höhere Privat-Mädchenschule in Stettin und 1899 an das Städtische Lehrerinnenseminar in Stettin.
Im Jahre 1899 folgte er dem Ruf als Direktor an die Städtische Höhere Mädchenschule und Lehrerinnenseminar nach Kattowitz. 1903 wechselte er als Studienrat und Direktor an die Höhere Mädchenschule und Lyceum der Franckeschen Stiftungen nach Halle (Saale). Während des Ersten Weltkrieges wurde er mit dem Verdienstkreuz für Kriegshilfe ausgezeichnet. 1928 trat er in den Ruhestand.
Justus Baltzer verfasste mehrere pädagogische Schriften und Schulbücher.

## Familie
Seit 1889 war Justus Baltzer verheiratet mit Hannah, der Tochter des evangelischen Pfarrers Johann Friedländer. Aus der gemeinsamen Ehe gingen mehrere Kinder hervor, darunter der Studienrat Heinz Baltzer (* 1892) und der promovierte Redakteur Ulrich Baltzer (* 1894).

## Werke (Auswahl)
- Die wichtigsten Pädagogen des XIX. Jahrhunderts. Für den Schulgebrauch an Seminaren, Bielefeld: Velhagen & Klasing, 1905.
- August Hermann Francke (= Velhagen & Klasings Sammlung pädagogischer Schriftsteller, Band 9), Bielefeld/Leipzig 1907.
- (Hrsg.) Dispositionen zu bedeutenden Werken pädagogischer Klassiker. Zum Gebrauch an Lehrer- und Lehrerinnenseminaren und zum Selbststudium, Leipzig: Verlag der Dürr’schen Buchhandlung, 1908.
- Die wichtigsten Preußischen Schulordnungen der letzten drei Jahrhunderte, 5. Aufl., Bielefeld: Velhagen & Klasing, 1920.